# Poliamor

El cor infinit és àmpliament usat com a símbol del poliamor.

El poliamor (del grec poli —'molts' o 'diversos'— i del llatí amor) és la pràctica, el desig i/o l'acceptació de tenir més d'una relació íntima simultàniament amb el ple consentiment i coneixement de les diverses persones involucrades. Cal no confondre'l amb la polisexualitat (atracció cap a molts gèneres) ni amb la poligàmia (pràctica o condició d'esposar-se amb més d'una persona).
El poliamor ha arribat a ser un terme genèric per a diverses formes de relacions no monògames o relacions sexuals o romàntiques no exclusives. El seu ús reflecteix les opcions i filosofies dels individus implicats en la relació, sovint fent ús de valors com: l'amor, la intimitat, la integritat, la igualtat, la comunicació i el compromís.

## Valors

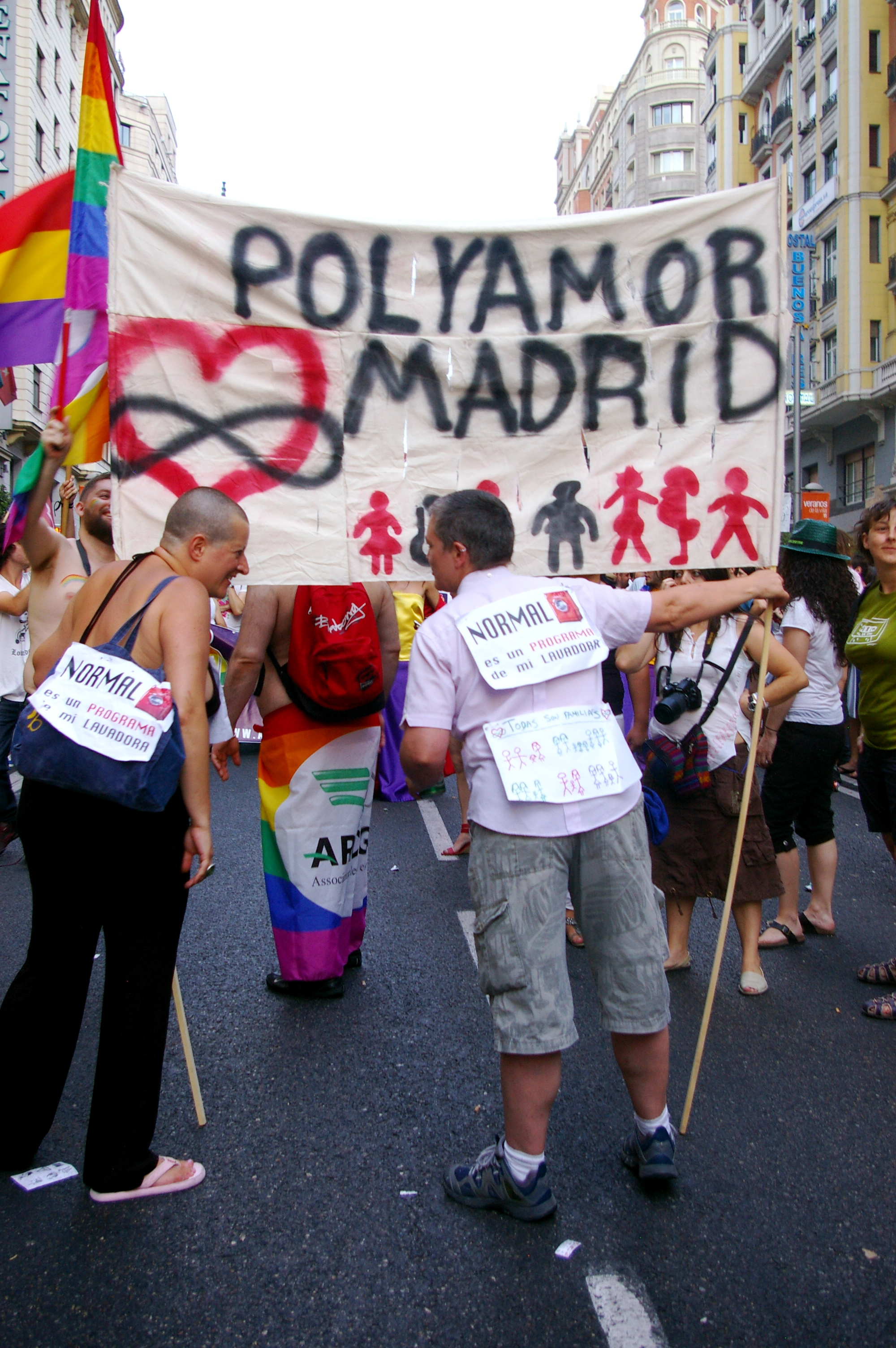
Dos manifestants portant una pancarta sobre poliamor en la marxa LGBT a Madrid (Espanya).

Un gran percentatge de poliamoristes defineixen la fidelitat no com a exclusivitat sexual, sinó com a fidelitat a les promeses i acords fets sobre dins la relació. En la pràctica, una relació poliamorosa pot prendre diferents formes, com ara la d'una tríada de tres persones en una relació íntima o una persona en una relació entre dues persones que mantenen altres relacions per si mateixos. Així mateix, relacions on els individus realitzin intercanvis de parelles.
Com relata la psicoterapeuta Amanda Luterman, una família poliamorosa pot prendre forma de "Kitchen Table Polyamory" (traduït com a Poliamor de taula de cuina), fent al·lusió a un estil en el qual tots els membres del grup comparteixen temps i activitats quotidianes junts com dinars, vacances, aniversaris o d'altres esdeveniments importants. Altres estils de poliamor inclouen el poliamor paral·lel, una pràctica on els membres de les relacions individuals prefereixen no conèixer detalls de les altres relacions íntimes de les seves parelles i el poliamor solista, on l'individu té o està còmode amb relacions íntimes múltiples (romàntiques o sexuals) sense voler cohabitar amb cap de les parelles.
Totes aquestes formes concreten els seus propis valors i acords previs, i per tant sovint no tots els membres estan necessàriament sexualment o romànticament involucrats amb qualsevol altra persona del grup. Sobrepassar aquests límits es veuria com una violació de la fidelitat. En un article a Men's Health, Zachary Zane afirma que el compromís en una relació poliamorosa significa que "estareu allà per a aquesta persona", donant-los suport, cuidant-los, i estimant-los.

## Formes
Algunes formes de poliamor són les següents:

### Polifidelitat
Involucra múltiples relacions romàntiques on el contacte sexual es restringeix als membres específics del grup.

### Relacions jeràrquiques
Distingeix entre relació «primària» i «secundària» (per exemple la majoria dels matrimonis oberts).

### Relació grupal i matrimoni grupal
On es considera que tots els membres estan igualment associats els uns entre d'altres. El terme va ser popularitzat per alguns novel·listes com Robert Heinlein (en Foraster en terra estranya i La lluna és una cruel amant), Robert Rimmer i Valentine Starhawk.

### Xarxes de relacions connexes ponderades
On cada persona pot tenir diverses relacions, en diversos graus d'importància, amb diverses persones.

### Relacions mono-poliamoroses
On un dels integrants és monògam però accepta que l'altre no ho sigui i sostingui relacions externes.

### Arranjaments geomètrics
Es descriu pel nombre de persones involucrades i la seva relació de connexió. Per exemple, «tríada» o «quadra» on el vèrtex (anomenat «pivoti») correspon a l'individu que té dues o més connexions. Quan mantenen relacions tots entre tots es denomina triangle o trieja en cas de ser tres, cuadreja en cas de ser quatre i així successivament.

### Clan o tribu
On les relacions d'amistat, amor i sexualitat obeeixen a xarxes complexes entre els seus membres, mantenint entre tots una identitat i cura comuna.

## Relació oberta
Denota una relació (usualment entre dues persones) on els participants són lliures de tenir altres relacions; quan aquestes persones estan casades, s'anomena matrimoni obert.
La “relació oberta” i el “poliamor” són termes diferents, encara que de vegades una o diverses relacions obertes van poder desembocar en relacions poliamoroses.
- Algunes relacions posen restriccions estrictes per als seus membres (per exemple: la polifidelitat); aquestes relacions són poliamoroses, però no són obertes.

- Algunes relacions permeten sexe fora de la relació primària, però no amor o romanç; aquestes relacions són obertes però no poliamoroses.

- Alguns poliamorosos no veuen dicotomies entre «relacionats i no relacionats», entre «amors i no amors»; sense aquestes divisions, sentit perd classificar les relacions com a obertes o tancades.

El terme «relació oberta» és comunament usat per persones que desconeixen el terme «poliamor», ja que hi ha punts en comú entre els dos termes.